# Resolutie ES-10/24 van de Algemene Vergadering van de Verenigde Naties
Resolutie ES-10/24 van de Algemene Vergadering van de Verenigde Naties werd op 18 september 2024 met een ruime meerderheid aangenomen in het kader van de tiende speciale spoedsessie. De resolutie eiste dat Israël zich binnen een jaar zou terugtrekken uit de bezette Palestijnse gebieden.

## Standpunten
124 landen stemden voor de resolutie, 14 tegen en 43 onthielden zich. Landen die voorstemden, deden dit vooral om het internationaal recht in stand te houden. Onder de landen die tegenstemden waren Israël zelf, de Verenigde Staten, Argentinië, Hongarije en Tsjechië. Zij vonden de resolutie eenzijdig, waarbij geen rekening werd gehouden met Israëls veiligheidssituatie.

## Achtergrond
De tiende speciale spoedsessie ging over de Israëlische acties in Oost-Jeruzalem en andere door Israël bezette Palestijnse gebieden. Deze speciale spoedsessie werd in 1997 bij elkaar geroepen in verband met de bouw van Israëlische nederzettingen in Palestijns gebied.
Op 30 december 2022 vroeg de Algemene Vergadering middels resolutie 77/247 om de mening van het Internationaal Gerechtshof over de voortdurende bezetting, bewoning en annexatie van Palestijns grondgebied door Israël.
Op 19 juli 2024 bracht het Internationaal Gerechtshof zijn opinie naar buiten. Het Hof oordeelde dat Israëls nederzettingenbeleid in Oost-Jeruzalem en de Westelijke Jordaanoever een schending van de Vierde Geneefse Conventie was en het zelfbeschikkingsrecht van de Palestijnen in de weg stond. Palestijnen werden hun huizen uitgezet en hun huizen werden afgebroken. De grond werd in beslag genomen en nieuwe nederzettingen erop gebouwd, waarna Israëlische kolonisten ertoe werden aangezet om er te gaan wonen om de nieuwe situatie dan de regulariseren en het gebied te annexeren. Het internationaal recht verbiedt een bezetter echter de bevolking uit bezet gebied te verdrijven of de eigen bevolking over te brengen.
Israël moest de bezetting van Palestijns gebied zo snel mogelijk beëindigen, alle kolonisten er weghalen, Palestijnse bezittingen teruggeven, geleden schade vergoeden en de delen van de Westoeverbarrière op Palestijns grondgebied ontmantelen. Andere landen mochten de situatie die door de Israëlische handelingen was ontstaan in de Palestijnse gebieden niet erkennen, tenzij dit bij onderhandelingen werd overeengekomen.
Op 9 september 2024 vroegen Mauritanië, Syrië en Oeganda als voorzitters van de Arabische groep in de VN, de Organisatie voor Islamitische Samenwerking en het Coördinatiebureau van de Beweging van Niet-Gebonden Landen om de tiende speciale spoedsessie te heropenen.

## Inhoud
De Algemene Vergadering verwelkomde de opinie van het Internationaal Gerechtshof en eiste op basis ervan dat Israël zijn onwettige aanwezigheid in de Palestijnse gebieden binnen de twaalf maanden zou beëindigen. Dit omvatte:
- het terugtrekken van alle militairen;
- stoppen met de bouw van nieuwe nederzettingen;
- alle kolonisten weghalen;
- delen van de Westoeverbarrière afbreken;
- wetgeving die de onwettige situatie in stand hield intrekken;
- maatregelen om de demografische situatie te wijzigen intrekken;
- maatregelen die het historisch status quo van de heilige plaatsen in Jeruzalem schenden intrekken;
- in beslag genomen grond teruggeven aan de Palestijnse eigenaars;
- Palestijnse vluchtelingen toelaten terug te keren;
- het vergoeden van geleden schade;
- het zich houden aan het Genocideverdrag met betrekking tot de bevolking van de Gazastrook;
- het zelfbeschikkingsrecht van de Palestijnen niet in de weg staan.

Andere landen werden opgeroepen de situatie die was ontstaan door de Israëlische aanwezigheid in de Palestijnse gebieden niet te erkennen.
Lijst ·  ES-10/1 ·  ES-10/2 ·  ES-10/3 ·  ES-10/4 ·  ES-10/5 ·  ES-10/6 ·  ES-10/7 ·  ES-10/8 ·  ES-10/9 ·  ES-10/10 ·  ES-10/11 ·  ES-10/12 ·  ES-10/13 ·  ES-10/14 ·  ES-10/15 ·  ES-10/16 ·  ES-10/17 ·  ES-10/18 ·  ES-10/19 ·  ES-10/20 ·  ES-10/21 ·  ES-10/22 ·  ES-10/23 ·  ES-10/24